# تریزنبرگ
تریزنبرگ (به آلمانی: Triesenberg) شهری در منطقه اوبرلند کشور لیختن‌اشتاین است که ۲۹٬۸ کیلومتر مربع مساحت دارد و جمعیت آن در سال ۲۰۰۵ میلادی ۲۵۴۲ نفر بوده‌است.

## نگارخانه

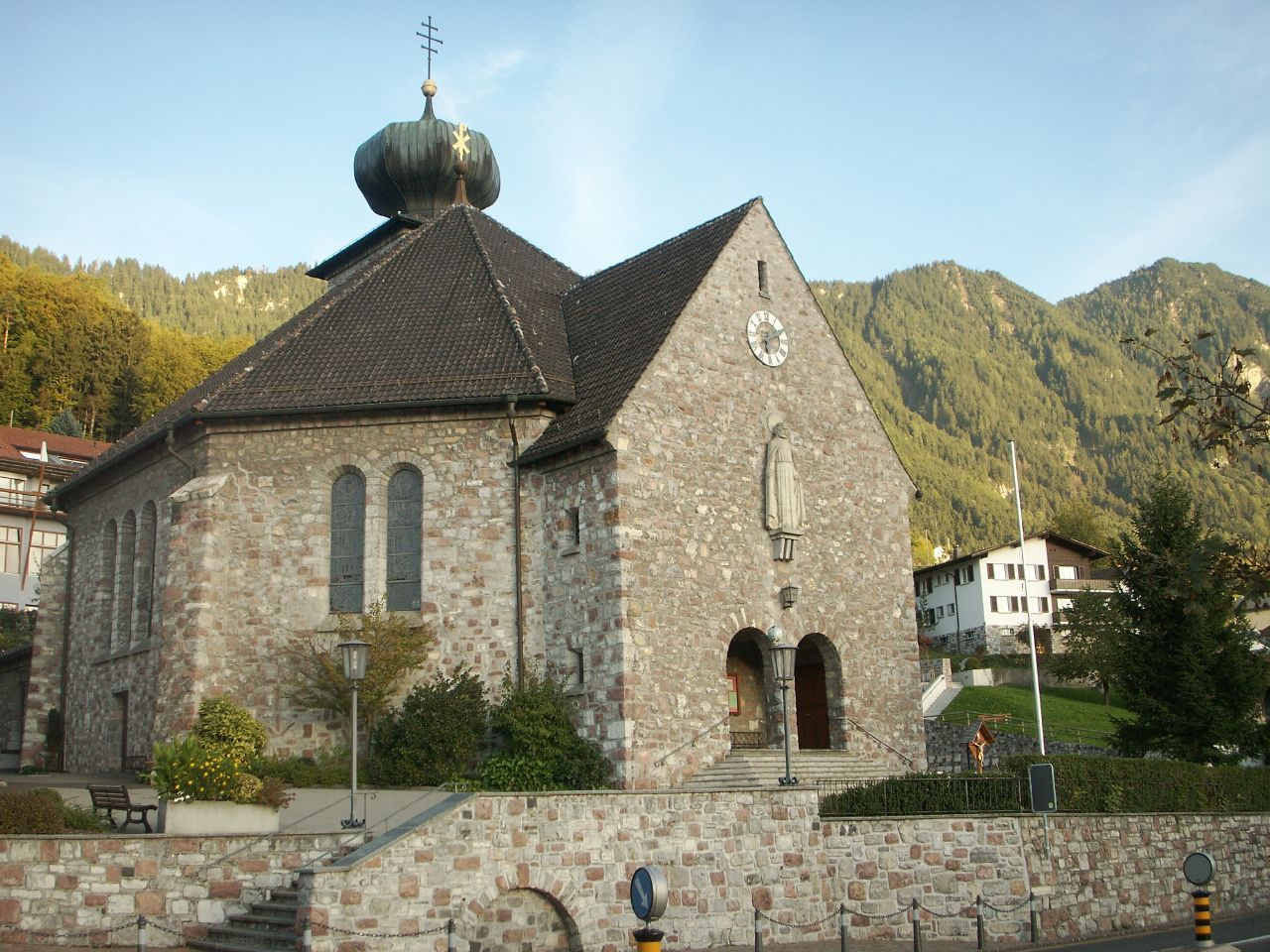
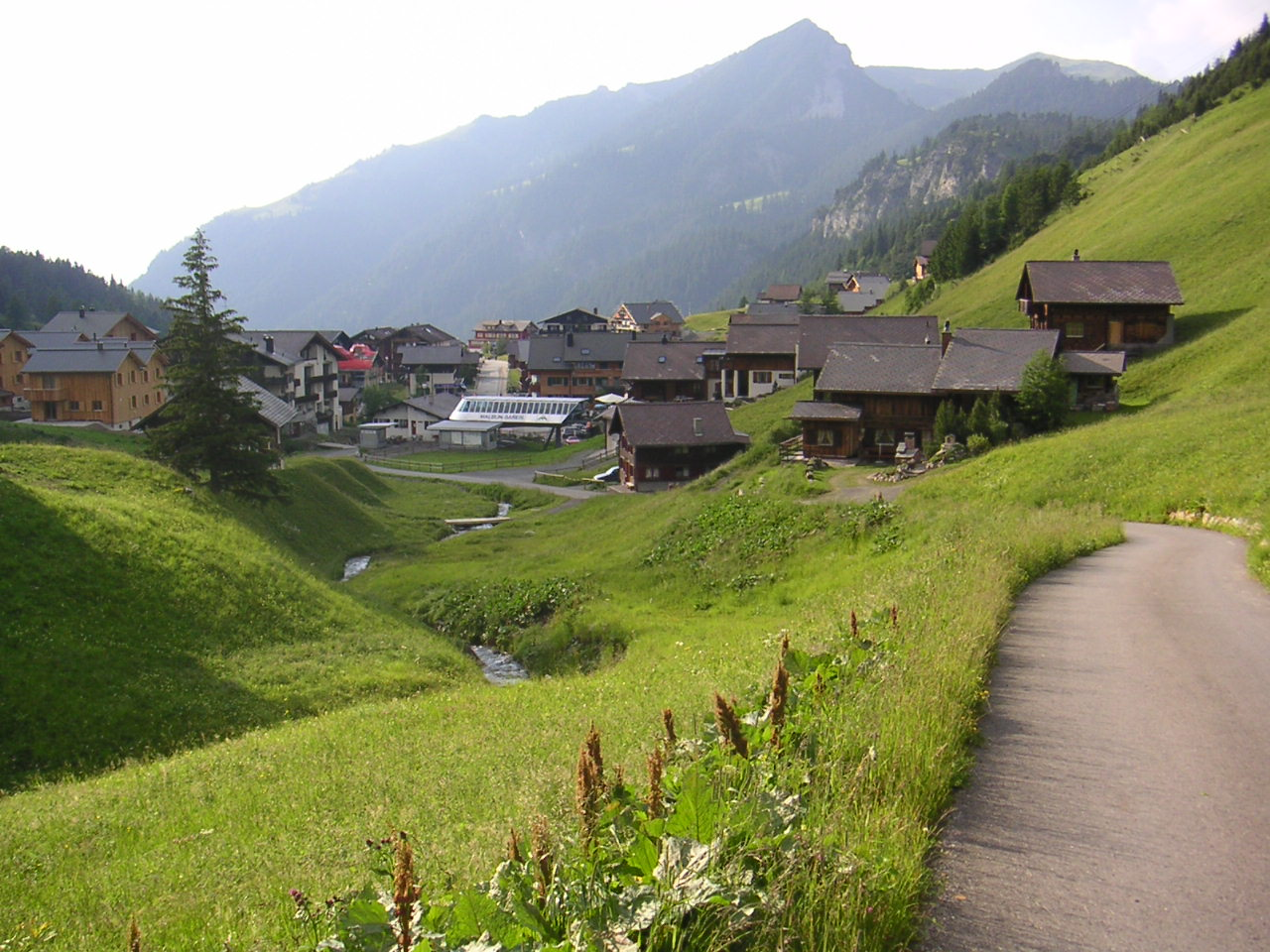